# Per il mio bene
Per il mio bene è un romanzo autobiografico del 2020 di Ema Stokholma, vincitore nel 2021 del Premio Bancarella.
Il libro narra la vita dell'autrice, nata Morwenn Moguerou, dall'infanzia fino all'età adulta.

## Trama
Morwenn nasce a Romans-sur-Isère, in Francia, nel 1983, figlia di un italiano e di una francese; crebbe con il fratello maggiore Gwendal e la madre, poiché il padre tornò in patria prima che lei nascesse e mantenne minimi rapporti con la famiglia. La sua giovinezza fu profondamente segnata dagli abusi domestici perpetrati dalla madre ai danni suoi e del fratello: la donna, evidentemente affetta da turbe mentali, sfogava quotidianamente la sua rabbia contro i figli, picchiandoli e umiliandoli dicendo loro di essere "pazzi" e "autistici". In particolare, se la prendeva con Morwenn accusandola di essere "anoressica" (a causa della sua tendenza a rigettare il cibo per lo stress) e "ninfomane", punendola fin da piccola per tale ragione. Ogni volta, la donna dava ai figli la colpa per i maltrattamenti e affermava di punirli "per il loro bene". Quando la bambina aveva sette anni, la madre la portò su un ponte ordinandole di saltare e di togliersi la vita. Morwenn fu salvata solo dall'intervento di un vicino di casa che passava lì casualmente e, riconosciute le due, si mise a parlare con la madre di Morwenn.
Con il passare degli anni, la bambina sviluppò un carattere problematico e, dopo diversi tentativi falliti, a quindici anni scappò di casa per andare in Italia. Passò gli anni seguenti conducendo una vita sbandata per l'Europa, avendo diverse relazioni fugaci e dandosi al consumo di alcol e droghe prima di ripulirsi e trovare un lavoro stabile. Ormai adulta, si riconciliò con il fratello dopo anni di separazione; nel 2009 scrisse alla madre una lettera che non spedì mai, nella quale confessò tutto l'odio che provava nei suoi confronti e le augurò la morte. Rivide la madre solo in due occasioni: nella prima la donna dimostrò di non essere cambiata, continuando a trattarla con disprezzo, mentre nella seconda era malata di leucemia e apparve inoffensiva agli occhi della figlia, che per la prima volta provò pietà per lei. Poco tempo dopo a Morwenn e Gwendal venne comunicata la morte della madre e i fratelli vollero per lei un funerale economico. Ancora traumatizzata dall'infanzia, Morwenn si fece visitare da diversi psicanalisti che la aiutarono a superare i ricordi degli abusi.

## Edizioni
- Ema Stokholma, Per il mio bene, Milano, HarperCollins, 2020, ISBN 886905702X.